# Stepfershausen
Stepfershausen är en ortsteil i staden Meiningen i Landkreis Schmalkalden-Meiningen i förbundslandet Thüringen i Tyskland. Stepfershausen var en kommun fram till 31 december 2019 när den uppgick i Meiningen. Kommunen Stepfershausen hade 619 invånare 2018.